# Glanshammar
Glanshammar est une localité de la commune d'Örebro, en Suède. Elle compte 727 habitants.